# 苎麻楼梯草
苎麻楼梯草（学名：Elatostema boehmerioides）为荨麻科楼梯草属下的一个种。

## 扩展阅读
- 維基物種上的相關：苎麻楼梯草